# Wolseley Common Conservation Park
Wolseley Common Conservation Park är en park i Australien. Den ligger i delstaten South Australia, omkring 260 kilometer sydost om delstatshuvudstaden Adelaide.
Trakten runt Wolseley Common Conservation Park är nära nog obefolkad, med mindre än två invånare per kvadratkilometer.. Närmaste större samhälle är Bordertown, omkring 13 kilometer nordväst om Wolseley Common Conservation Park.
Trakten runt Wolseley Common Conservation Park består till största delen av jordbruksmark. Genomsnittlig årsnederbörd är 518 millimeter. Den regnigaste månaden är juni, med i genomsnitt 90 mm nederbörd, och den torraste är december, med 9 mm nederbörd.